# Justified
Justified este primul album studio al cântărețului-compozitor Justin Timberlake. A fost lansat pe 4 noiembrie 2002 de către Jive Records. Albumul a fost scris și înregistrat într-un total de șase săptămâni, în timpul pauzei din trupa 'N Sync. Pentru album, Timberlake a încercat să adopte o imagine mai matură ca și un artist R&B, opusul muzicii pop înregistrată de către grup. The Neptunes a produs cea mai mare parte din album, împreună cu Brian McKnight, Scott Storch, Timbaland, și The Underdogs. Albumul conține colaborări cu Janet Jackson și un duo rap cu Clipse. Chiar dacă Justified este un album R&B, acesta are și influențe dance-pop, funk și soul.
Justified a primit în general păreri bune din partea criticilor muzicale, cele mai multe fiind asupra evoluției lui, pe când unii au apreciat conținutul versurilor. Albumul i-a adus lui Timberlake patru nominalizări pentru Premiile Grammy, dar a și câștigat premiul Grammy pentru Cea mai bună interpretare pop vocală masculină pentru „Cry Me a River” la Premiile Grammy din 2004. Justified a debutat pe locul al doilea în topul american Billboard 200 și s-a vândut în peste 439,000 exemplare în prima săptămână. A fost premiat de trei ori cu discul de platină de către Recording Industry Association of America (RIAA) datorită vânzărilor de peste 3 milioane de copii în America. În 2008, albumul a fost vândut în peste 7 milioane de exemplare în toată lumea.
Cinci single-uri au fost lansate de pe Justified. Primul single, „Like I Love You”, a ajuns pe locul 11 în topul american Billboard Hot 100, pe când următoarele două single-uri, „Cry Me a River”, și „Rock Your Body” au ajuns în top 10. „Like I Love You”, „Cry Me a River” și „Rock Your Body” au ajuns pe locul doi în Regatul Unit și în top 10 în Australia, Irlanda, Olanda și Belgia. Pentru a-și promova albumul, Timberlake a apărut în numeroase show-uri televizate. În plus, acesta a plecat în turneele The Justified World Tour și Justified and Stripped Tour, în care a fost acompaniat de cântăreața americană Christina Aguilera.

## Lista pieselor
| Justified – Ediția standard |                                                    |                                               |                   |         |  |
| Nr.                         | Titlu                                              | Autor(i)                                      | Producător(i)     | Lungime |  |
| 1.                          | „Señorita”                                         | Justin Timberlake Chad Hugo Pharrell Williams | Williams and Hugo | 4:55    |  |
| 2.                          | „Like I Love You” (feat. Clipse)                   | Timberlake Hugo Williams                      | Williams and Hugo | 4:44    |  |
| 3.                          | „(Oh No) What You Got”                             | Timberlake Tim Mosley                         | Timbaland         | 4:31    |  |
| 4.                          | „Take It from Here”                                | Timberlake Hugo Williams                      | Williams and Hugo | 6:14    |  |
| 5.                          | „Cry Me a River”                                   | Timberlake Mosley Scott Storch                | Timbaland         | 4:48    |  |
| 6.                          | „Rock Your Body”                                   | Timberlake Hugo Williams                      | Williams and Hugo | 4:27    |  |
| 7.                          | „Nothin' Else”                                     | Timberlake Hugo Williams                      | Williams and Hugo | 4:59    |  |
| 8.                          | „Last Night”                                       | Timberlake Hugo Williams                      | Williams and Hugo | 4:47    |  |
| 9.                          | „Still on My Brain”                                | Timberlake Harvey Mason, Jr. Damon Thomas     | Thomas Mason, Jr. | 4:36    |  |
| 10.                         | „(And She Said) Take Me Now” (feat. Janet Jackson) | Timberlake Mosley Storch                      | Timbaland Storch  | 5:31    |  |
| 11.                         | „Right for Me”                                     | Timberlake Mosley Warren Mathis               | Timbaland         | 4:30    |  |
| 12.                         | „Let's Take a Ride”                                | Timberlake Hugo Williams                      | Williams and Hugo | 4:44    |  |
| 13.                         | „Never Again”                                      | Timberlake Brian McKnight                     | McKnight          | 4:35    |  |
| Lungime totală:             | Lungime totală:                                    | Lungime totală:                               | Lungime totală:   | 63:15   |  |

| Justified – Single bonus australian |                 |                                                                 |                    |         |  |
| Nr.                                 | Titlu           | Autor(i)                                                        | Producători        | Lungime |  |
| 14.                                 | „Worthy Of”     | Timberlake Carvin Haggins Ivan Barias Frank Romano Valvin Roane | Haggins and Barias | 4:09    |  |
| Lungime totală:                     | Lungime totală: | Lungime totală:                                                 | Lungime totală:    | 67:24   |  |

## Top-uri
| Top (2002–03)                            | Poziția de top |
| ---------------------------------------- | -------------- |
| Australian Albums (ARIA)                 | 9              |
| Austrian Albums (Ö3 Austria)             | 33             |
| Belgian Albums (Ultratop Flanders)       | 10             |
| Belgian Albums (Ultratop Wallonia)       | 8              |
| Canadian Albums (Billboard)              | 3              |
| Danish Albums (Hitlisten)                | 4              |
| Finnish Albums (Suomen virallinen lista) | 7              |
| French Albums (SNEP)                     | 30             |
| German Albums (Media Control)            | 11             |
| Irish Albums (IRMA)                      | 1              |
| Italian Albums (FIMI)                    | 22             |
| New Zealand Albums (Recorded Music NZ)   | 5              |
| Norwegian Albums (VG-lista)              | 9              |
| Swedish Albums (Sverigetopplistan)       | 21             |
| Swiss Albums (Schweizer Hitparade)       | 22             |
| UK Albums (OCC)                          | 1              |
| US Billboard 200                         | 2              |
| US R&B/Hip Hop Albums (Billboard)        | 2              |

| Top (2002)                          | Poziție |
| ----------------------------------- | ------- |
| US Billboard 200                    | 119     |
| Top (2003)                          | Poziție |
| Australian Albums Chart             | 20      |
| Belgian Albums Chart (Flanders)     | 21      |
| Belgian Albums Chart (Wallonia)     | 30      |
| Dutch Albums Chart                  | 10      |
| Irish Albums Chart                  | 3       |
| Swiss Albums Chart                  | 31      |
| US Billboard 200                    | 11      |
| US Billboard Top R&B/Hip-Hop Albums | 26      |

## Certificații
| Regiune | Certificări | Vânzări    |
| --- | ----------- | ---------- |
| Australia (ARIA) | 2× Platină  | 140,000^   |
| Austria (IFPI Austria) | Aur         | 15,000x    |
| Belgia (BEA) | Aur         | 25,000*    |
| Canada (Music Canada) | 2× Platină  | 200,000^   |
| Germania (BVMI) | Platină     | 300,000^   |
| Noua Zeelandă (RMNZ) | Platină     | 15,000^    |
| Suedia (GLF) | Aur         | 30,000^    |
| Elveția (IFPI Switzerland) | Platină     | 40,000x    |
| Statele Unite (RIAA) | 6× Platină  | 1,800,000^ |
| Statele Unite (RIAA) | 3× Platină  | 3,000,000^ |
| Sumar |             |            |
| Europa (IFPI) | Platină     | 1,000,000* |
| *cifrele de vânzări sunt bazate pe un singur certificat ^cifrele cargo sunt bazate pe un singur certificat xcifrele nespecificate sunt bazate pe un singur certificat |             |            |

## Datele lansării
| Țară         | Dată              | Format                   | Casa de discuri | Ediție   |
| ------------ | ----------------- | ------------------------ | --------------- | -------- |
| Regatul Unit | 4 noiembrie 2002  | CD                       | RCA             | Standard |
| Canada       | 5 noiembrie 2002  | CD                       | Sony            | Standard |
| SUA          | 5 noiembrie 2002  | Casetă CD                | Jive            | Standard |
| SUA          | 19 noiembrie 2002 | LP                       | Jive            | Standard |
| Europe       | 12 noiembrie 2002 | CD, LP, digital download | Jive            | Standard |
| Japonia      | 7 noiembrie 2002  | Casetă CD LP             | Zomba           | Standard |
| Germania     | 30 iunie 2003     | CD                       | Sony            | Standard |